# TV Pforzheim 1834
Der Turnverein Pforzheim 1834 e. V. (kurz TVP, TVP 1834 oder TV 34 Pforzheim) ist der älteste Turnverein in Baden. Der Verein ist ein Mehrspartenverein, der verschiedene Sportarten in mehreren Abteilungen anbietet. Mit 900 Mitgliedern (Stand 2020) zählt er zu den größten Vereinen der Stadt Pforzheim.

## Geschichte
Der Turnverein 1834 e. V. wurde am 19. April 1834 als erster Turnverein Badens in Pforzheim gegründet. Nach der Hamburger Turnerschaft von 1816, dem Mainzer Turnverein von 1817, der Turnerschaft Riemann 1821 Eutin und dem Turnverein 1824 Offenbach ist der TVP der fünftälteste Turnverein Deutschlands. Zunächst turnte man im Winter im Haus der Metzgerzunft am Pforzheimer Waisenhausplatz. 1843 erhielt der Verein einen Turnplatz in der Nähe des Pforzheimer Martinsbaus, auf dem ein einfaches Turnhaus errichtet wurde.
1849 wurde der Verein nach der gescheiterten Revolution von 1848/49 verboten. Der damalige Oberbürgermeister und Mitbegründer des TVP Carl Zerrenner ermöglichte aber mit seiner stillschweigenden Duldung die sportlichen Betätigungen fortzusetzen. Die Turnübungen wurden unter anderem im Garten eines Gasthauses durchgeführt.
1860 konnte der Verein neu gegründet werden. Die Turngeräte wurden zunächst im Feuerwehrhaus aufgestellt. 1861 stellte die Stadt dem Verein ein Gelände zur Verfügung, den bis heute so genannten Turnplatz, auf dem 1863 die erste Turnhalle eingeweiht wurde. 1893 wurde die erste Frauenabteilung gegründet, so dass auch Frauen Vereinsmitglied werden konnten. 1903 zählte der TVP 1400 Mitglieder.
Da der Turnplatz nicht mehr für den Sportbetrieb ausreichte, wurde auf dem Bohrain, im Pforzheimer Westen, ein Sportgelände geschaffen. Der Erste Weltkrieg brachte dann erhebliche Beeinträchtigungen, so wurde beispielsweise die Turnhalle beschlagnahmt. 1923 konnte ein neues Spielfeld und ein zweistöckiges Unterkunftsgebäude am Bohrain eingeweiht werden.
Am Ende des Zweiten Weltkriegs wurde die Stadt beim Luftangriff auf Pforzheim am 23. Februar 1945 stark zerstört. Das Vereinsleben wurde aber bereits 1946 wieder ins Leben gerufen. 1949 nahm der TVP dann auch wieder an Turnfesten teil. Im Sommer 1950 wurde für die Leichtathleten des TVP eine 333-Meter-Aschenbahn auf dem Bohrain eingeweiht. 1975 wurde beschlossen die Sportanlage am Bohrain deutlich zu erweitern und bereits 1977 konnte eine Tennishalle mit neuer Geschäftsstelle, Tribüne und Umkleideräumen eingeweiht werden. Um wettkampfkonform Tennis spielen zu können, wurden 1982 zwei Sandplätze am Bohrain errichtet. Diese wurden Ende der 1980er Jahre um zwei weitere Plätze erweitert, so dass die Tennisabteilung des TVP seitdem über vier Plätze verfügt.
Seit der Fertigstellung der beiden Beach-Volleyballfelder auf dem Bohrain im Jahr 1999 wird beim TV Pforzheim nicht nur Volleyball, sondern auch Beach-Volleyball gespielt. 2007 wurde ein Gymnastikraum eingeweiht. In ihm werden Kurse in Yoga, Wirbelsäulengymnastik, Ju-Jutsu, Pilates und Zumba angeboten. Der TVP hat sich von einem Turnverein zum modernen Mehrspartenverein gewandelt.
In der Saison 2015/2016 hat die Volleyball-Mixed-Mannschaft des TVP an der Süddeutschen Meisterschaft (4. Platz) und an der Deutschen Meisterschaft (5. Platz) teilgenommen.
2016 wurde der Verein Deutscher Meister im Rugby durch einen 41:36-Sieg über den Heidelberger RK.
In der Saison 2018/2019 hat die Volleyball-Mixed-Mannschaft des TVP wieder an der Süddeutschen Meisterschaft (4. Platz) und an der Deutschen Meisterschaft (7. Platz) teilgenommen.

## Abteilungen
Der TVP untergliedert sich in folgende Abteilungen / Gruppen:
- Turnen
- Gymnastik
- Pilates
- Yoga
- Ju-Jutsu
- Leichtathletik
- Rugby
- Volleyball (Beach und Halle, BFS Mixed)
- Badminton
- Tennis
- Ringtennis
- Fußball (wieder seit 2017)
- Zumba

Folgende Abteilungen / Gruppen waren in der Vergangenheit aktiv:
- Fechten
- Basketball
- Eishockey
- Eisstockschießen
- Schwimmen
- American Football
- Herzsport
- Schnürles
- X-Do
- Sänger